# تسعير مرابحة
تسعير مرابحة أو تسعير بالتكلفة والربح (بالإنجليزية: Cost-plus pricing)‏ هو أحد أكثَر أساليب التسعير شيوعًا التي تستخدمها الشركات للتسعير على أساس التكلفة الإضافية، على الرغم من وجوده المطلق، يشير الاقتصاديون إلى أن هذا الأسلوب به عيوبًا منهجية خطيرة، فلا تأخذ في الحسبان أي طلب، لا توجد أي وسائل لتحديد ما إذا كان العملاء المحتملون سيشترون المنتج بالسعر المحسوب أم لا، ولتعويض ذلك يحاول بعض الاقتصاديين تطبيق مبادئ مرونة السعر للتسعير على أساس التكلفة الإضافية.

فنحن نعلم أن:
MR = P + ((dP / dQ) * Q)

حيث إن: 

MR = الإيرادات الحدية (Marginal Revenue) 

P = السعر (Price) 

(dP / dQ) = السعر المشتق الخاص بالكمية

Q = الكمية

فمنذ أن علمنا أن الحد الأقصى من الأرباح، يحدد الكمية عند النقطة التي تكون فيها الإيرادات الحدية تساوي التكلفة الحدية (MR = MC)، فمن الممكن كتابة الصيغة على النحو التالي:
MC = P + ((dP / dQ) * Q)

ويشار إلى التقسيم بـ P وإعادة ترتيب العائدات:
MC / P = 1 +((dP / dQ) * (Q / P))

وحيث إن (P / MC) هو نموذج رفع السعر، يمكننا حساب رفع الأسعار المناسبة لأي مرونة سوقية معينة عن طريق:
(P / MC) = (1 / (1 - (1/E)))
 where:
(P / MC) = Markup on Marginal Costs
E = price elasticity of demand

وفي الحالة القصوى تكون المرونة مطلقة:
(P / MC) = (1 / (1 - (1/999999999999999)))
   (P / MC) = (1 / 1)
حيث يساوي السعر التكلفة الحدية. ولا يكون هناك أي زيادة في السعر.

وفي حالة قصوى أخرى، تتساوى المرونة مع الوحدة:
(P /MC) = (1 / (1 - (1/1)))
 (P / MC) = (1 / 0) 
ويكون رفع السعر مطلقًا.

لا يقوم معظم رجال الأعمال بحسابات التكلفة الحدية، ولكن يمكن أن يتوصل الشخص إلى نفس النتيجة باستخدام متوسط التكاليف المتغيرة (أفك):
 (P / AVC) = (1 / (1 - (1/E)))
 وفنيًا يعتبر متوسط التكاليف المتغيرة هو البديل الصحيح للتكلفة الحدية فقط في حالات العوائد الثابتة الحجم (LVC = LAC = LMC).
وعندما يختار رجال الأعمال رفع السعر الذي يطبقونه على التكاليف عند القيام بالتسعير على أساس التكلفة الإضافية، فينبغي عليهم (وغالبًا ما يفعلون) أن يأخذوا بعين الاعتبار مرونة سعر الطلب، سواء بوعي أو لا.